# مدیر (مجارستان)
مِدیِر (به مجاری:  Megyer) یک شهرداری در مجارستان است که در وسپرم واقع شده‌است. مگیر ۴٫۲۶ کیلومتر مربع مساحت و ۱۲ نفر جمعیت دارد.